# 엠레 잔
엠레 잔(튀르키예어: Emre Can, 1994년 1월 12일 ~ )은 튀르키예계 독일의 축구 선수로, 현재 독일 분데스리가의 보루시아 도르트문트에서 주장이자 미드필더로 뛰고 있다.

## 클럽 경력
엠레 잔은 주로 바이에른 레기오날리가에 속한 FC 바이에른 뮌헨 II에서 미드필더로 활약한다. 울리 회네스 FC 바이에른 뮌헨 회장은 잔을 "차세대 미드필더이자 바이에른 뮌헨의 보석"이라고 묘사하였다. 그는 2012년 DFL-슈퍼컵에서 1군 데뷔를 하였다. 잔은 2013년 4월 13일, 1. FC 뉘른베르크전에서 푸스발-분데스리가 데뷔전을 치렀다. 2014년 6월 5일 부로 리버풀로 975만 파운드(한화 약 167억원)으로 이적하였다.
2018년 6월 21일, 유벤투스와 4년 계약으로 이적했다.
또한 2020년에는 도르트문트와 2024년까지 계약을 했다.

## 국가대표팀 경력

### 청소년 국가대표팀
잔은 독일 축구 국가대표팀의 U-15, U-16, U-17팀에 차출되었다. 2011년 FIFA U-17 월드컵에서 잔은 3위를 차지한 독일 국가대표팀의 주장을 맡았다. 이 대회에서 독일은 7경기 중 6경기를 승리하였는데, 유일하게 패한 경기는 홈팀이자 이 토너먼트 우승팀인 멕시코 U-17팀과의 경기로, 이 경기에서 2-3으로 패하였다. 준결승전에서, 잔은 이 대회의 준결승전에서 한 골을 득점하였다. 그는 하프라인 근처에서 혼자 드리블 하여, 멕시코 수비 3명을 제친 뒤, 독일이 2-1 리드를 하는 골을 득점하였다. 그는 유소년팀 감독 슈테펜 프로인트로부터 "스키퍼" (Skipper) 라는 별명이 붙었다.
터키계 혈통이라는 점으로 인해 잔은 터키 축구 국가대표팀의 일원이 될 수도 있으나, 그는 "독일 국가대표로 활동하는게 좋고, DFB의 일원이 되고 싶다." 고 하였다.

## 수상

#### 바이에른 뮌헨
- 분데스리가: 2012–13
- DFB 포칼 : 2012-13
- UEFA 챔피언스리그 : 2012-13
- DFL-슈퍼컵: 2012

#### 유벤투스
- 세리에 A : 2018-19
- 수페르코파 이탈리아나 : 2018

#### 보루시아 도르트문트
- DFB 포칼 : 2020-21

#### 독일
- FIFA 컨페더레이션스컵 : 2017

### 개인
- 프리츠 발터 U-17 골드 : 2011
- UEFA U-17 유로 대회 베스트 : 2011
- UEFA 유로파리그 시즌의 스쿼드 : 2015-16
- 프리미어리그 올해의 골 : 2016-17
- 분데스리가 올해의 골 : 2019-20